# Łazienkipalatset
Łazienkipalatset (polska: Pałac Łazienkowski) är ett museum i Warszawa i Polen. Det är inrymt i ett renoverat palats från 1600-talet som ligger i stadens största park, Łazienkiparken.
Byggnaden uppfördes av prins Stanisław Herakliusz Lubomirski som ett badhus i rokokostil och övertogs 1776 av kung Stanislav II August som lät bygga om den till ett sommarpalats med en engelsk park.

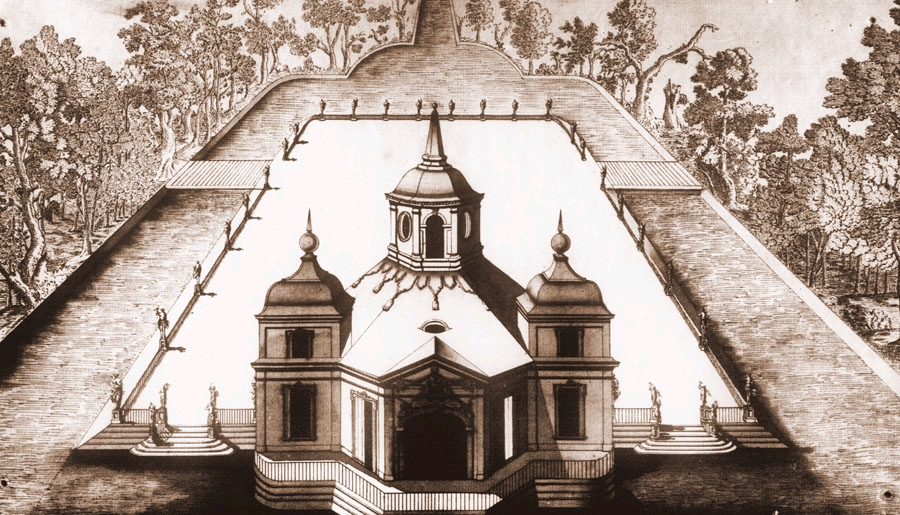
Lubomirskis badhus.

Palatset ligger på en konstgjord ö i en liten sjö och kallas därför också palatset vid vattnet (polska: Pałac na wodzie) eller palatset på ön (polska: Pałac na Wyspie). Till ön leder två övertäckta broar med joniska pelare. Palatsets interiör förstördes och målningarna brändes  av tyska trupper efter Warszawaupproret år 1944. Efter andra världskriget byggdes det 
upp igen och år 2012–2014 restaurerades delar av interiören.